# Thapsia nitida var. nitida
Thapsia nitida subsp. nitida é uma variedade de planta com flor pertencente à família Apiaceae. 
A autoridade científica da variedade é Lacaita, tendo sido publicada em Cavanillesia 1: 13 (1928).

## Portugal
Trata-se de uma variedade presente no território português, nomeadamente em Portugal Continental.
Em termos de naturalidade é nativa da região atrás indicada.

## Protecção
Não se encontra protegida por legislação portuguesa ou da Comunidade Europeia.